# Sichaea missellus
Sichaea missellus är en insektsart som beskrevs av Carl Stål 1855. Sichaea missellus ingår i släktet Sichaea och familjen dvärgstritar. Inga underarter finns listade i Catalogue of Life.